# Кртиш
Кртиш (словац. Krtíš) — річка в Словаччині, права притока Іпеля, протікає в округах Зволен і Вельки Кртіш.
Довжина — 35.5 км; площа водозбору 233,9 км².
Витік знаходиться в масиві Крупінська полонина на висоті 580 метрів. Серед приток — Плахтинський потік.
Впадає у Іпель біля села Словенске Дярмоти.